# Yeah Right
Yeah Right è il primo singolo estratto dal secondo album della cantante britannica Dionne Bromfield.

## Video
Il video, diretto da Emil Nava, è ambientato in un hotel. Il video inquadra la cantante in diverse sale dell'hotel, e vede come soggetto principale due cameriere che ballano per i corridoi.

## Tracce
1. "Yeah Right" (Radio Edit - No Rap)

### Digital Bundle
1. Yeah Right (Radio Edit)
2. Yeah Right (Club Junkies Remix - Radio Edit)
3. Yeah Right (Dave Doyle Remix - Radio Edit)
4. Yeah Right (Mario Basanov Remix - Radio Edit)
5. Yeah Right (SoundBwoy Remix)